# A Woman and a Man
A Woman and a Man è il sesto album in studio della cantante statunitense Belinda Carlisle, pubblicato nel 1996.
Dopo l'album Real del 1993, Belinda torna al grande pubblico grazie al primo estratto In too deep, scritto da Rick Nowels che conferma come lo stesso Rick sia sempre stato il suo unico vero alter ego musicale.
In Italia l'album avrà un grosso impatto sulla sua popolarità, facendola esibire in vari show musicali estivi. La città di Sutri verrà scelta come location per il video ufficiale di In too deep.
Anche i tre successivi singoli dell'album, Always Breaking My Heart, California e Love in the key of C, avranno un ottimo riscontro di pubblico in tutto il mondo. 

## Tracce
1. In Too Deep (Rick Nowels) – 4:05
2. California (Rick Nowels, Billy Steinberg, María Vidal) – 2:59
3. A Woman and a Man (Robbie Seidman, María Vidal) – 5:12
4. Remember September (Rick Nowels, Ellen Shipley) – 4:32
5. Listen to Love (Christopher García, John Ingoldby, Ralph McCarthy) – 4:09
6. Always Breaking My Heart (Per Gessle) – 3:12
7. Love Doesn't Live Here (Per Gessle) – 4:09
8. He Goes On (Neil Finn) – 3:13
9. Kneel At Your Feet (Charlotte Caffey, Tom Caffey, Belinda Carlisle) – 4:18
10. Love in the Key of C (Rick Nowels) – 3:50
11. My Heart Goes Out to You (Anders Bagge, Rick Nowels, Allen Rich) – 3:35